# MTS Althaldensleben

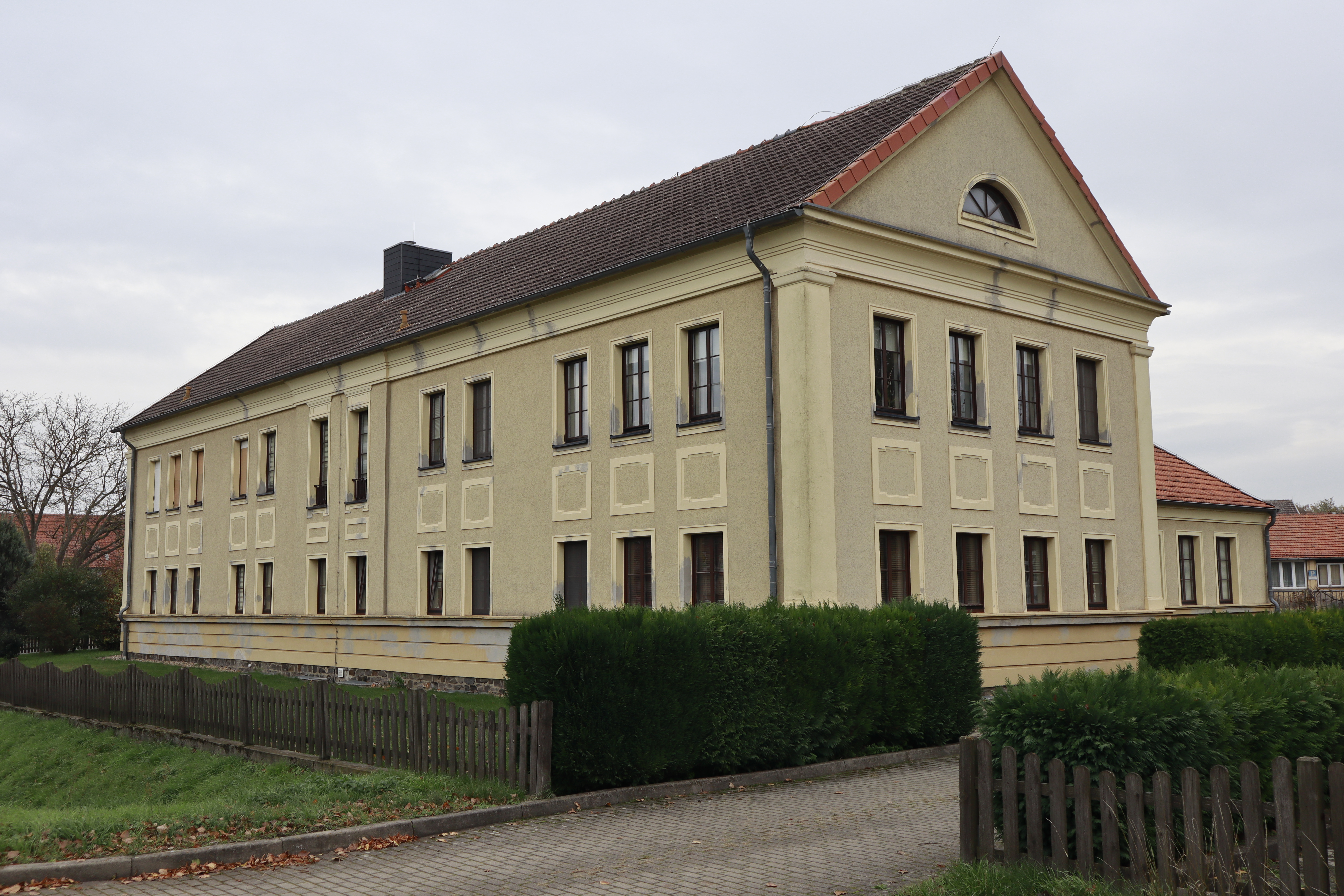

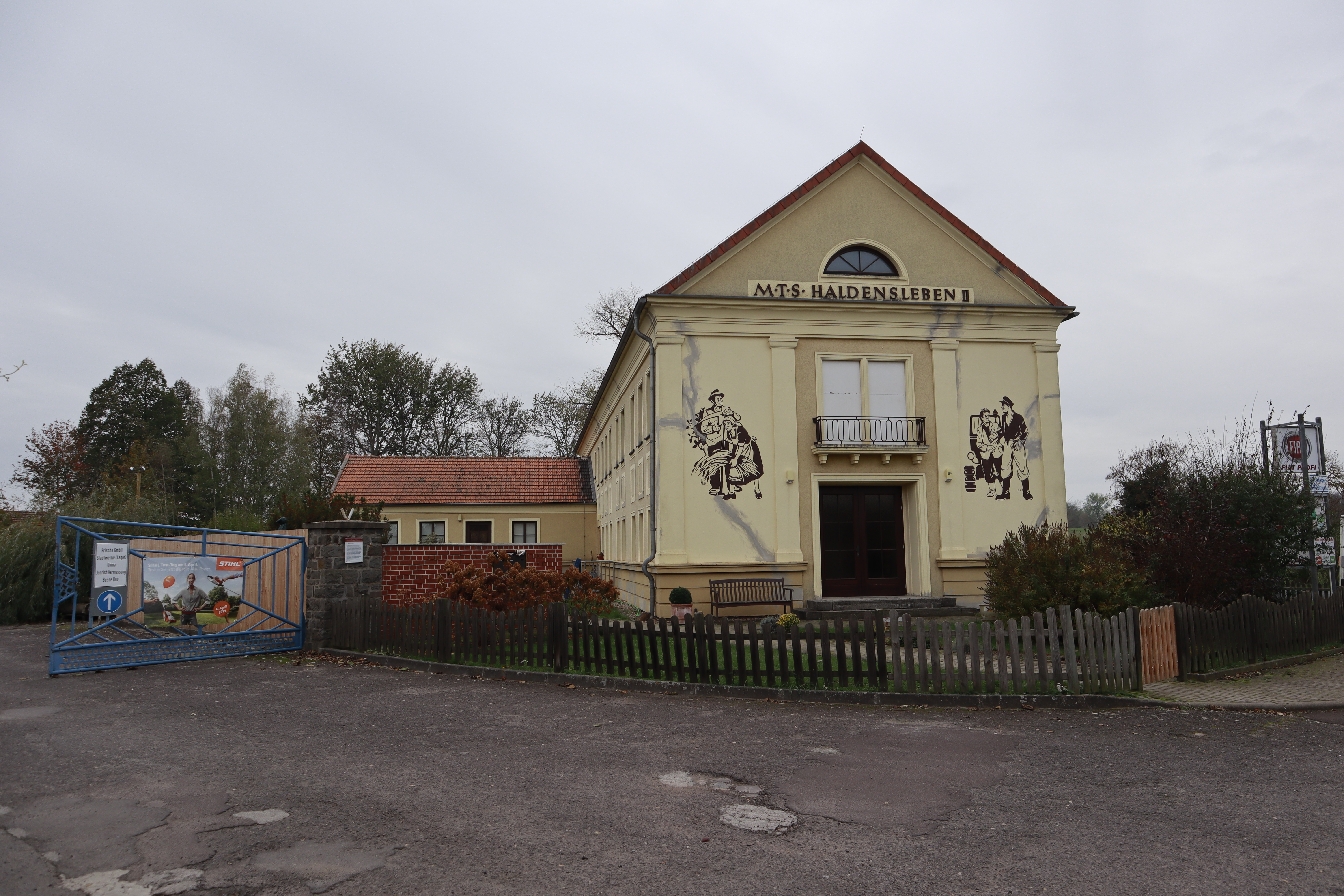

Die MTS Althaldensleben ist das Verwaltungs- und Schulgebäude einer ehemaligen Maschinen-Traktoren-Station im Ortsteil Althaldensleben der Stadt Haldensleben in Sachsen-Anhalt. Das Objekt liegt an der Hundisburger Straße (45a) Ecke Gräwigstraße. Als Bauzeugnis der 1950er Jahre ist es sozialgeschichtlich mit der Bodenreform in der Sowjetischen Besatzungszone und ihren Folgen verknüpft.

## Geschichte
Am 25. Februar 1946 erfolgte der Befehl 162 der sowjetischen Besatzungsmacht, in Althaldensleben (damals als Haldensleben II bezeichnet) einen Maschinenhof zur Unterstützung der Bodenreform anzulegen. Am 22. April 1946 wurde die Maschinenstation auf dem vormaligen Klosterhof eingerichtet. Im November 1948 wurde die Station in MAS – Maschinenausleihstation umbenannt. Ab Dezember 1949 wurde die Station mit Traktoren aus DDR-Produktion ausgestattet. Aufgrund von Platzmangel wurde an der Hundisburger Straße ein Neubau errichtet, der 1954 (als MTS – Maschinentraktorenstation) bezogen wurde. Die MTS verfügte über sechs Brigaden, die die für die Landwirtschaft notwendigen maschinellen Arbeiten verrichten mussten. 
Seit 1. September 1956 wurden hier Lehrlinge zu Landmaschinen- und Traktorenschlossern ausgebildet. Später konnte auch ein Abiturabschluss erworben werden. Am 1. April wurde die MTS in RTS – Reparatur-Technik-Station umbenannt; seit August desselben Jahres fungierte sie als KfL – Kreisbetrieb für Landtechnik. Dabei konzentrierte man sich auf die Reparatur von Räum- und Sammelpressen sowie von Spritz- und Stäubegeräten.

## Architektur
Das auf rechteckigem Grundriss stehende, zweigeschossige Gebäude mit Satteldach und zwölf Fensterachsen wirkt wie ein herrschaftliches Gutshaus und scheint in Blickbeziehungen des Landschaftsparks Althaldensleben-Hundisburg eingebunden zu sein. Der Eindruck entsteht durch Aufnahme klassizistischen Formengutes in die Außengestaltung. Neben Streifenrustika, Pilaster und betontem Gebälk befindet sich ein Lünettenfenster sowie ein Zierbalkon im als Schaugiebel ausgestalteten Ostgiebel. Diese Giebelseite zeigt Graffitiausschmückung (Bauernpaar bei Ernte, Bauernpaar mit Traktor). Hier befindet sich auch eine rund 3 Meter lange Aufschrift „M.T.S. Haldensleben II“. Auf der Ostseite befindet sich ein kleiner, eingeschossiger Anbau mit vier Fensterachsen. Als Funktionsbau zeigt das Objekt eine bemerkenswerte architektonische Qualität.

## Denkmalschutz
Im örtlichen Denkmalverzeichnis ist das Gebäude unter der Erfassungsnummer 094 84414 als Baudenkmal eingetragen. Es wird für Althaldensleben als sozialgeschichtlich bemerkenswert und straßenbildprägend eingeschätzt.